# A LEGEND/伝説
『A LEGEND/伝説』（レジェンド でんせつ、原題：传说、英題：A Legend）は、2024年に公開されたジャッキー・チェン主演、スタンリー・トン監督の中国映画。

## 概要
『THE MYTH/神話』『カンフー・ヨガ』に続き、ジャッキーが古代の謎を追う考古学者を演じる人気シリーズ。ただし本作はシリーズの続編ではなく姉妹編である。
日本で2024年10月に開催された「2024東京・中国映画週間」で最優秀作品賞を受賞。2025年に“ジャッキー50周年記念プロジェクト第2弾”として公開された。キャッチコピーは、「この男に不可能は無い。」。
現代と前漢という2つの時代を舞台とした物語が展開し、ジャッキーは前漢時代では27歳の若き武将としての姿を披露しているが、テクノロジーを駆使して若い頃のジャッキーをよみがえらせている。本作では2019年の『ナイト・オブ・シャドー 魔法拳』に続いてVFXによって俳優を若返らせる“ディエイジング”技術を使用しており、AIテクノロジーを駆使してジャッキーの昔の写真と動画をコンピュータに読み込ませては20種類ほどのサンプルを作りだし、その中から一番カッコいいルックスのものを選んだという。

## ストーリー
新疆ウイグル自治区にある氷河近くの遺跡で発掘調査を行っていた考古学者ファン教授（ジャッキー・チェン）は、古代シャーマンの古玉を発見する。古玉の不思議な力によって、ファン教授と助手のワン・ジン（チャン・イーシン）は夢の中で前漢にタイムスリップする。ファン教授は前漢の武将・霍去病（ショーン・ドウ）の部下の趙戦となり騎馬隊を率いて一族と国を守るため匈奴に立ち向かう。戦いに終止符が打たれたとき、匈奴の王女・夢雲（グーリーナーザー）と千年の時を超えた縁で結ばれる。 数千年にわたるこの知られざる伝説を解明しようと、ファン教授とワンはもう一人の助手のシン・ラン（ポン・シャオラン）、友人のレイ・ジェン（リー・チェン）とともに、1万年前の氷河の奥深くに眠る天空の聖地を探しに出かける。

## キャスト
- 趙戦（ちょうせん）／ファン教授：ジャッキー・チェン
- 華峻（かしゅん）／ワン・ジン：チャン・イーシン
- 夢雲（ぼううん）：グーリーナーザー
- フドゥナ／ハーバート：アーリフ・リー
- シン・ラン：ポン・シャオラン（中国語版）
- レイ・ジェン：リー・チェン（中国語版）
- 霍去病（かくきょへい）：ショーン・ドウ
- 葉成（ようせい）：ジェン・イェチョン（特別出演）
- ：キム・ヒソン（特別出演）

## スタッフ
- 監督・脚本：スタンリー・トン
- 製作：バービー・タン
- 撮影：クリス・リー
- 音楽：ネイサン・ワン
- アクション指導：スタンリー・トン、ヘ・ジュン、ユエン・タク